# Экатхат
Экатхат, (тайск. สมเด็จพระเจ้าเอกทัศน์, также Суриямарин, สมเด็จพระเจ้าอยู่หัวพระที่นั่งสุริยามรินทร์, и Боромарача III) — последний монарх Королевства Аютия и династии Бан Пхлу Луанг. При нём бирманцы захватили и разорили Аютию, а сам царь умер при разорении или вскоре после него.

## Биография
При рождении получил имя Анурак Монтри (กรมขุนอนุรักษ์มนตรี). В 1756 году царевич Упаратча Тхамматхибет, которого царь Боромакот назначил наследником, умер, и среди сыновей Боромакота остались лишь два в чине «Чао Фа»: Анурак Монтри и его младший брат Пхон Пхинит. Боромакот считал, что Анурак Монтри был неспособный к управлению государством. Историки описывают его как легкомысленного и неумного. Поэтому Боромакот назначил наследником принца Пхон Пхинит, и после его смерти в апреле 1758 года последний стал царём под именем Утхумпхон (Боромарача IV). Тем не менее, его кандидатура не устраивала часть правящей верхушки, что вызвало острый кризис управления. В результате уже в мае Утхумпхон был вынужден отречься от престола и уйти в монастырь, а Анурак Монтри стал царём под именем Суриямарин.
В 1759 году на Сиам напали бирманцы, захватив Тенассерим. В том же году они начали осаду Аютии, столицы Сиама. Король попросил своего брата покинуть монастырь и взять на себя управление государством, в частности, организовать оборону города. Через некоторое время король Бирмы Алаунпайя был тяжело ранен пушечным ядром, и впоследствии умер от ранения, а бирманская армия сняла осаду и отошла. Утхумпхон занимался обороной Аютии в течение двух лет, после чего снова вернулся в монастырь.
В 1765 году бирманцы начали полномасштабное наступление, напав на Аютию одновременно с юга и с севера. Сначала они были остановлены около Тхонбури, но в феврале 1766 года всё-таки начали осаду Аютии. Экатхат предложил сдачу города, но бирманцы отказались, настаивая на его полном уничтожении. 7 апреля 1767 года город пал, и Аютия перестало существовать. Судьба короля достоверно не известна. По одним источникам, он смог с небольшим отрядом прорвать оборону и выйти из окружения, как ранее это удалось Таксину, по другим — погиб при разорении Аютии.